# Abdullah Omaç
Abdullah Omaç – turecki zapaśnik walczący w stylu wolnym. Ósmy w Pucharze Świata w 2019. Trzeci na ME juniorów w 2005 i kadetów w 2004 roku. 